# 조앤 로링

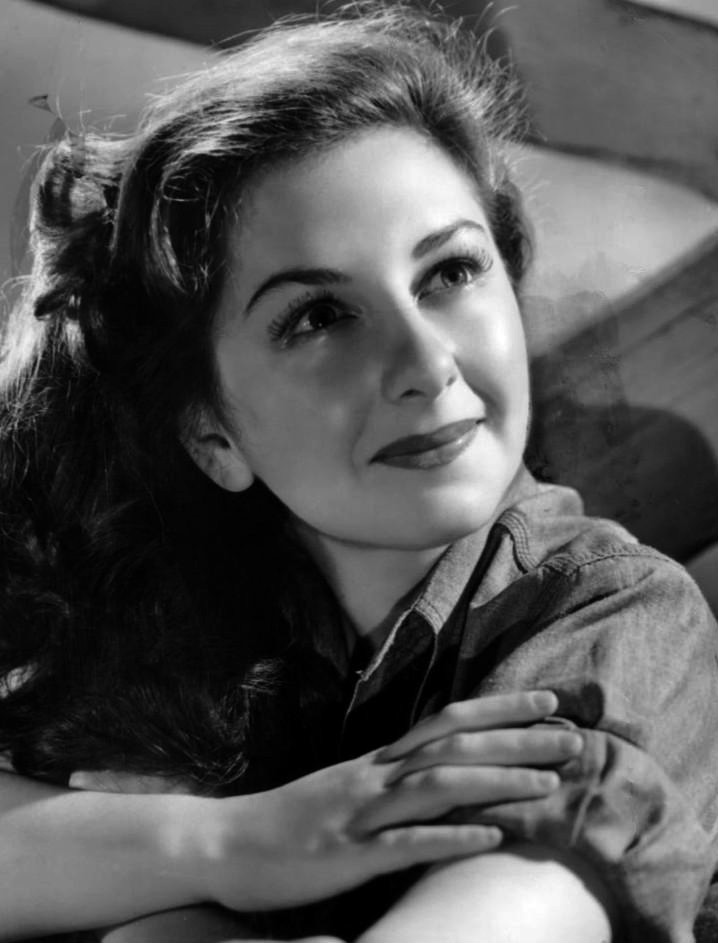

조앤 로링(Joan Lorring, 1926년 4월 17일 ~ 2014년 5월 30일)는 미국의 배우, 영화배우, 텔레비전 배우, 연극 배우이다.
영국령 홍콩에서 태어났으며 슬리피홀로에서 사망하였다. 사인은 질병이다.

## 영화
- 스트레인저 온 더 프라울 (1952년)
- 더 빅 나이트 (1951년)
- 스튜디오 원 (1948년)
- 진실한 사랑 (1947년)
- 평결 (1946년)
- 콘 이즈 그린 (1945년)